# Крупецкая волость (Путивльский уезд)
Крупецкая волость — историческая административно-территориальная единица в составе Севского, а с XVIII века — Путивльского уезда (Белгородской, а с 1779 года — Курской губернии).
Административный центр — село Крупец.

## География
Крупецкая волость располагалась в верховьях реки Клевени, по её левому притоку Обесте. На востоке она граничила с Рыльским уездом, на юге — с Путивльским. Западнее находился Глухов — сотенный город Нежинского полка. В период нахождения волости в составе Севского уезда она была отрезана от его основной части — Комарицкой волости — глуховскими и рыльскими землями, что и явилось одной из причин её передачи в Путивльский уезд. Во второй половине XVII века к Крупецкой волости относились следующие селения: Воронок, Крупец, Локоть, Козино, Стариково, Шалыгино, Ковенки, Погаричи, Шулешово.

## История
До Деулинского перемирия территория будущей Крупецкой волости относилась к Подпутивльскому (Подклевенскому) стану Новгород-Северского уезда. Эта местность носила название Заклевенье, поскольку отделялась от остальной территории стана рекой Клевень. В составе Речи Посполитой она являлась частью Глуховской волости Новгород-Северского повета Черниговского воеводства, принадлежавшей Александру Песочинскому. 

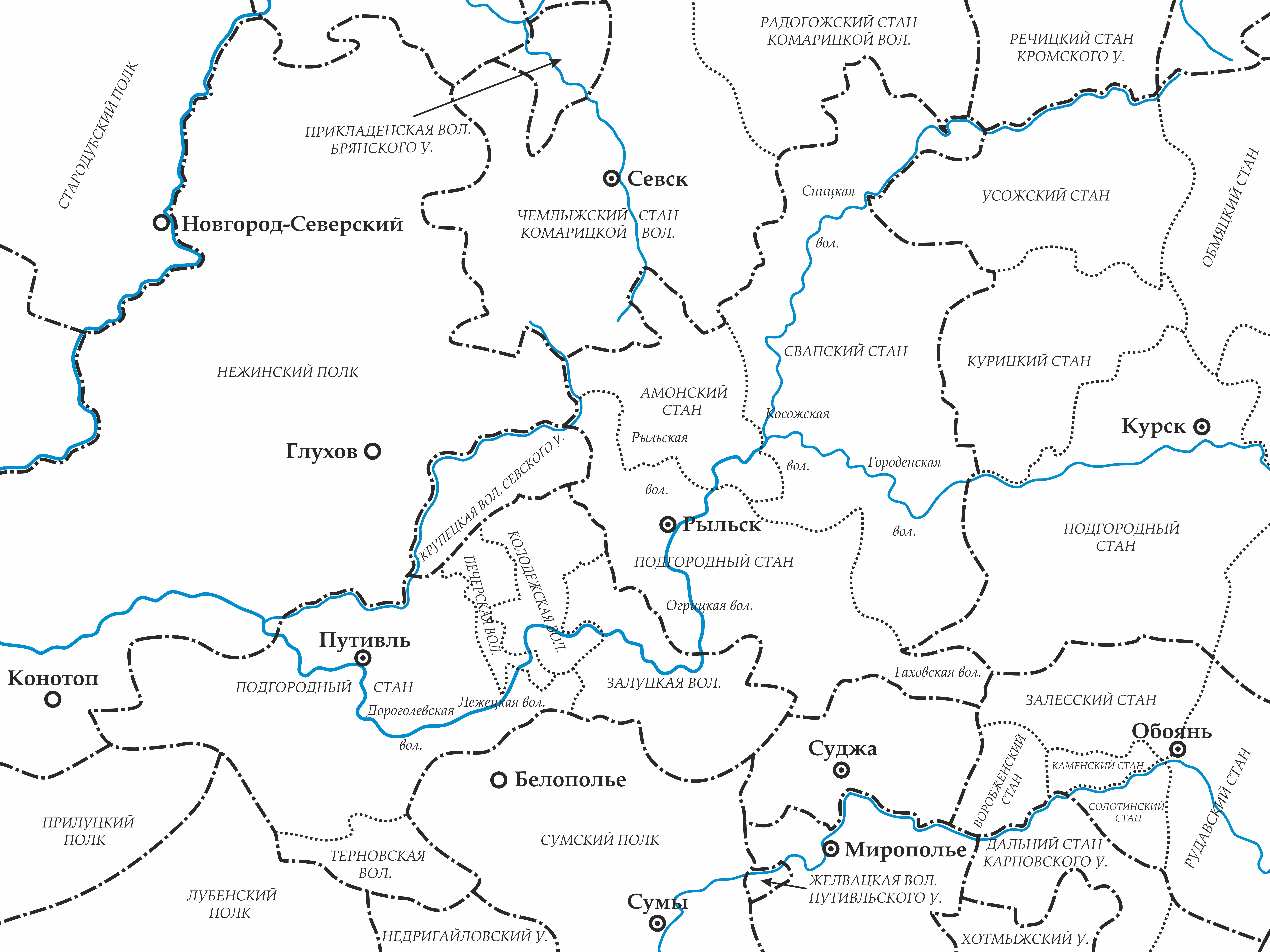
Крупецкая волость и окрестные земли в конце XVII века

В 1646 году деревни к востоку от Клевени были переданы Московскому государству и вошли в состав Севского уезда, где образовали отдельную волость — Крупецкую. Долгое время она находилась в дворцовом ведомстве, а в 1703 году была пожалована в вотчину гетману Мазепе. Земли Крупецкой волости сдавались в аренду глуховскому войту Яну Юрьеву. После батуринских событий Крупецкая волость отошла к князю Александру Меншикову, фавориту Петра Великого, а после «падения» Меншикова перешла во владение вдовствующей царицы Евдокии Фёдоровны. В 1732 году императрица Анна Иоанновна пожаловала бывшее имение Меншикова графу Н. Ф. Головину. Затем Крупецкая волость досталась в наследство принцессе Екатерине Голштеин-Бек, супруге князя И. С. Барятинского.
В XVIII веке территория исторической Крупецкой волости была включена в Путивльский уезд.
Как официальная административно-территориальная единица Путивльского уезда Крупецкая волость была воссоздана в ходе реформы 1861 года.
В 1924 году, при расформировании Путивльского уезда, территория Крупецкой волости вошла в Рыльский уезд, а в 1928 году — в новообразованный Рыльский район, в составе которого и находится в настоящее время. В 1935—1963 годах из Рыльского района был временно выделен самостоятельный Крупецкий район.

## Административное деление
По состоянию на 1886 год, территория волости складывалась из следующих владений:
|                        | Площадь земли, десятин | В том числе пахотной, десятин |
| ---------------------- | ---------------------- | ----------------------------- |
| Сельских обществ       | 8506                   | 7073                          |
| Частной собственности  | 9094                   | 5460                          |
| Казённой собственности | —                      | —                             |
| Прочей собственности   | 147                    | 132                           |
| Всего                  | 17747                  | 12665                         |

Крупнейшие населённые пункты на 1886 год:
- Крупец — бывшее владельческое село, в 47 верстах от уездного города, 1980 жителей, 321 двор, православная церковь, 2 школы, 6 лавок, 2 постоялых двора, кирпичный и свеклосахарный заводы.
- Бегоща — бывшее владельческое село, 1332 жителя, 201 двор, православная церковь, школа.
- Воронок — бывшее владельческое село, 1468 жителей, 240 дворов, 2 лавки.
- Локоть — бывшее владельческое село, 1334 жителя, 198 дворов, православная церковь, школа.
- Нехаевка — бывшее владельческое село, 869 жителей, 120 дворов, школа, 10 ветряных мельниц.
- Обеста — бывшее владельческое село, 842 жителя, 117 дворов.

В 1926 году Крупецкая волость Рыльского уезда заключала в себе 10 сельсоветов с 66 селениями, 8473 дворами и более чем 43 тыс. жителей.